# Deep Cover (film, 2025)
Pour les articles homonymes, voir Deep Cover.
Pour plus de détails, voir Fiche technique et Distribution.
Deep Cover est un film britannique réalisé par Tom Kingsley et sorti en 2025 sur Prime Video. Le scénario est écrit par Colin Trevorrow, Derek Connolly, Ben Ashenden et Alexander Owen.

## Synopsis
La police londonienne engage trois acteurs spécialisés dans l'improvisation théâtrale pour des opérations sous couverture visant des gangs criminels.

## Fiche technique
Sauf indication contraire, les informations mentionnées dans cette section peuvent être confirmées par la base de données cinématographiques IMDb,  présente dans la section « Liens externes ».
- Titre original : Deep Cover
- Réalisation : Tom Kingsley
- Scénario : Colin Trevorrow, Derek Connolly, Ben Ashenden et Alexander Owen
- Musique : Daniel Pemberton
- Décors : Hannah Purdy Foggin
- Costumes : Rebecca Hale
- Photographie : Will Hanke
- Montage : Mark Williams
- Production : Walter F. Parkes, Laurie MacDonald et Colin Trevorrow
- Société de production : Metronome Film Co.
- Société de distribution : Prime Video
- Pays de production :  Royaume-Uni
- Langue originale : anglais
- Format : couleur
- Genre : comédie policière
- Date de sortie : 12 juin 2025 (sur Prime Video)

## Distribution
- Bryce Dallas Howard (VF : Barbara Beretta ; VQ : Mélanie Laberge) : Kat
- Orlando Bloom (VF : Denis Laustriat ; VQ : Martin Watier) : Marlon
- Nick Mohammed (VF : Antoine Schoumsky ; VQ : Sébastien Reding) : Hugh
- Ian McShane (VF : Philippe Catoire) : Metcalfe
- Paddy Considine (VF : Arnaud Léonard ; VQ : Jean-François Beaupré) : Fly
- Sean Bean (VF : François-Éric Gendron ; VQ : Benoît Rousseau) : Billings
- Sonoya Mizuno : Shosh
- Ben Ashenden (VF : Franck Capillery ; VQ : Nicolas Savard-L'Herbier) : Dawes
- Alexander Owen (VF : Jim Redler) : Beverly

 Source et légende : version française (VF) sur RS Doublage

## Production

### Genèse et développement
En février 2024, Deadline Hollywood annonce que Tom Kingsley va réaliser un film basé sur un scénario original de Derek Connolly et Colin Trevorrow, en collaboration avec Ben Ashenden et Alexander Owen.
Le site Deadline annonce alors que le film est produit par Trevorrow via Metronome Film Co. avec Walter F. Parkes et Laurie MacDonald, tandis qu'Annys Hamilton est coproductrice.

### Attribution des rôles
Le 1er février 2024, le casting est annoncé comme comprenant Bryce Dallas Howard, Orlando Bloom, Sean Bean, Nick Mohammed, Ian McShane, Paddy Considine et Sonoya Mizuno,.

### Tournage
Le tournage débute le 5 février 2024 à Londres au Royaume-Uni.